# Messor diabarensis
Messor diabarensis är en myrart som beskrevs av Arnol'di 1969. Messor diabarensis ingår i släktet Messor och familjen myror. Inga underarter finns listade i Catalogue of Life.